# メトヘモグロビン

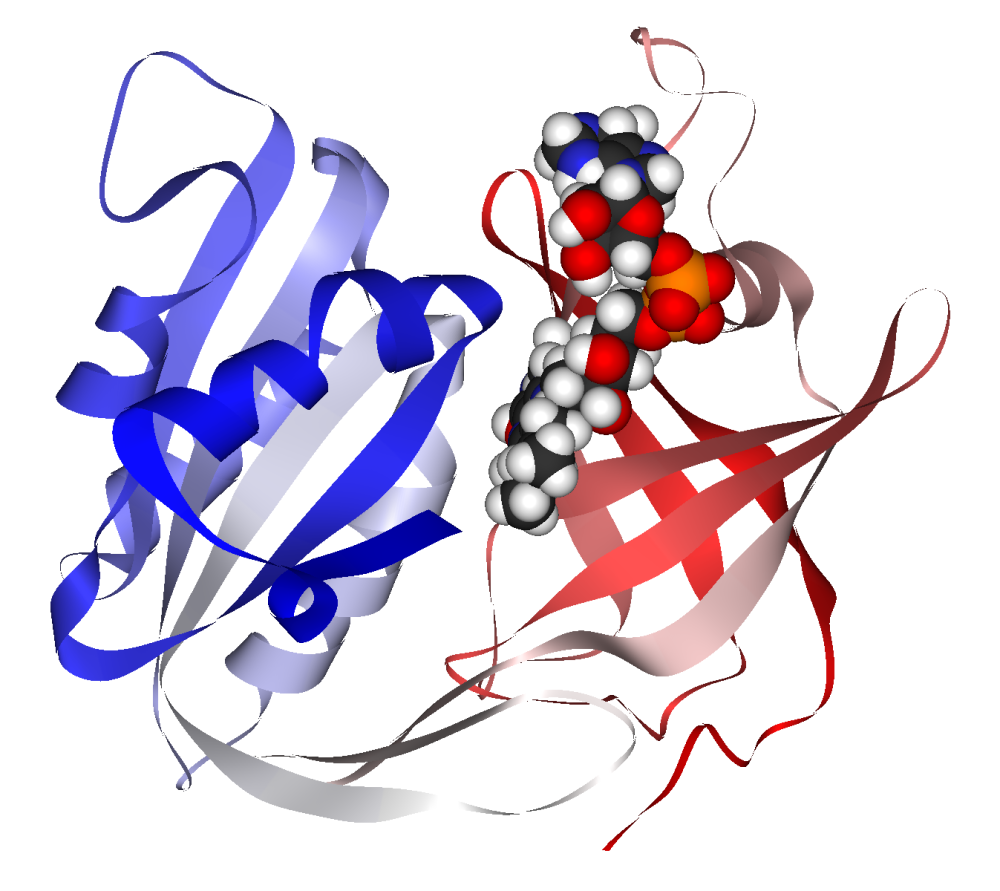
メトヘモグロビン（左）

メトヘモグロビン（Methemoglobin）は、ヘモグロビンの一種であり、通常のヘモグロビンに配位されている二価（フェロ）の鉄イオンが三価（フェリ）のものである。メトヘモグロビンは、酸素を運ぶことができない。チョコレートの茶色に青みがかった色をしている。ニコチンアミドアデニンジヌクレオチド (NADH) 依存性のシトクロムb5還元酵素（ジアフォラーゼI）は、メトヘモグロビンをヘモグロビンに還元・修復する機能を担っている。
一般の人では、ヘモグロビンの1-2%がメトヘモグロビンである。これよりも数値が高い場合には、遺伝的要因か様々な化学物質への曝露が可能性として考えられ、高い数値の程度に応じてメトヘモグロビン血症として知られている健康問題の原因となる。メトヘモグロビンの数値が高い場合には、実際の酸素飽和濃度に関わらずパルスオキシメーターでは85%近くの数値が出る傾向にある。

## 一般的な原因
- 細胞防衛メカニズムの欠損
  - 様々な環境物質に曝露されている4ヶ月未満の乳児
  - シトクロームb5還元酵素の欠損
  - G6PD欠損症
  - ヘモグロビンM症
  - ピルビン酸キナーゼ欠損症
- 様々な医薬化合物
  - 局部麻酔剤、ビエルブロックで特に用いられるプリロカイン
  - 亜硝酸アミル、クロロキン、ダプソン、硝酸塩、亜硝酸化合物、ニトログリセリン、ニトロプルシド、フェナセチン、フェナゾピリジン、プリマキン、キノン類、スルホンアミド類
- 環境物質
  - 芳香族アミン（例えば、p-ニトロアニリン[2])
  - アルシン
  - クロロベンゼン
  - クロム酸塩
  - 硝酸塩、亜硝酸化合物
  - 窒素酸化物[3]
  - 硝酸態窒素（硝酸態窒素を含む肥料が大量に施肥され、地下水が硝酸態窒素に汚染されたり、葉物野菜の中に大量の硝酸態窒素が残留することがある。人間を含む動物がこのような硝酸態窒素を大量に摂取すると、体内で亜硝酸態窒素に還元され、この亜硝酸がヘモグロビンを酸化してメトヘモグロビン血症を引き起こす可能性がある[4]。）
- 猫・犬において
  - パラセタモール（例えばアセトアミノフェン、タイレノール）の摂取[5]

## メトヘモグロビンの飽和度
メトヘモグロビンの飽和度は、メトヘモグロビンのヘモグロビンとのパーセンテージで表現される。以下で言うmetHbとはメトヘモグロビンのことをいう。
- 1-2%のmetHb - 通常
- 10% 以下のmetHb - 症状なし
- 10-20% のmetHb - 皮膚の変色のみ(鼻の粘膜で最も目立つ)
- 20-30% のmetHb - 不安、頭痛、作業時の呼吸困難
- 30-50% のmetHb - 疲労、精神錯乱、めまい、頻呼吸、動悸
- 50-70% のmetHb - 昏睡、発作、不整脈、アシドーシス
- 70% 以上のmetHb - 死亡

## メトヘモグロビンの再還元
メトヘモグロビンは、次のメカニズムでヘモグロビンへ再還元される。
- シトクロムb3による再還元、シトクロムb3はNADHにより再生される。
- アスコルビン酸による再還元、生成したデヒドロアスコルビン酸はグルタチオン、NADHによりアスコルビン酸に再生される。
- グルタチオンによる再還元、生成した酸化型グルタチオンはNADPHにより還元型グルタチオンに再生される。

## シアン化合物中毒の際の治療上の使用
亜硝酸アミルは、シアン化合物中毒を治療するために処方される。これは、シアンが三価の鉄イオンと特異的な親和性を持つことを利用するもので、亜硝酸アミルによりヘモグロビンをメトヘモグロビンに変化させ、メトヘモグロビンにシアンを結合させてシアンメトヘモグロビンとすることで無毒化する。続いてチオ硫酸ナトリウムを静注し、シアンメトヘモグロビンから徐々に遊離するシアンと反応させてチオシアン酸とする。処方の際は、この薬品が気化しやすいことを利用して、15秒おきに15秒間かがせることを5回繰り返す。この場合、副作用としてメトヘモグロビン血症が起きる場合があるので、血中メトヘモグロビン濃度が20～25%を超えないようコントロールする。